# Rosa Maria Assing
Rosa Maria Antonetta Paulina Assing, nascida Varnhagen (Düsseldorf, 28 de maio de 1783 — Hamburgo, 22 de janeiro de 1840) foi uma poetisa lírica, prosadora, tradutora, artista de silhuetas e educadora alemã. É a irmã mais velha de Karl August Varnhagen, cunhada de Rahel Levin e mãe de Ottilie e Ludmilla Assing.

## Vida

### Infância e Juventude
Rosa Maria é filha de Anna Maria Varnhagen de Estrasburgo e Johann Andreas Jacob Varnhagen, o Médico Municipal e Conselheiro Médico do Palatinado. Como sua mãe, ela foi batizada como protestante, enquanto seu irmão mais novo, Karl August, cresceria na fé católica. ela e seus irmãos receberam o mesmo treinamento de tutores particulares e aulas adicionais em assuntos criativos. Como um médico esclarecido, seu pai era um defensor dos direitos humanos e dos ideais da Revolução Francesa. Rosa Maria tocava violão e também aprendia canções revolucionárias como Marselhesa, La Carmagnole e Ah! Ça ira. Quando jovem, em Düsseldorf, ela também foi vista usando uma faixa tricolor.
Em 1790 a família mudou-se para Estrasburgo, onde o pai tentou em vão um cargo de professor na universidade. Como filha do vereador Kuntz de Estrasburgo, Anna Maria gozava dos direitos civis e foi deixada sozinha com Rosa Maria, enquanto Johann Andreas Jacob Varnhagen regressava a Düsseldorf com o filho. Eles moravam na Rabenplatz (Place du Corbeau) nº 93, na casa dos pais de Anna Maria Varnhagen, que Philipp Kuntz construiu nas margens do Ill com um lucro após um ano produtivo de vinho. Foi demolido na Segunda Guerra Mundial após um bombardeio dos Aliados.
Apesar de se distanciar publicamente do reinado de terror jacobino, Johann Jacob Varnhagen foi expatriado de Düsseldorf, só teve permissão para entrar na cidade durante o dia e se estabeleceu como médico em Hamburgo em 1794, onde mãe e filha só chegaram em 1796. Aos quinze anos, Rosa Maria escreveu um romance de cartas , poemas líricos e contos.

## Educador e poeta
Depois de uma longa doença e de um acidente, Johann Andreas Varnhagen morreu em 5 de junho de 1798. Um amigo da família permitiu que seu filho Karl August, estudasse medicina por um tempo em Berlim, enquanto Rosa Maria ganhava o sustento para si e para sua mãe como professora. Em uma família de comerciantes, ela ensinou duas filhas que eram um pouco mais velhas do que ela. Mais tarde, ela também conseguiu empregos com famílias judias, ela fundou com um empréstimo de seu último empregador George Oppenheimer em 1811 um colégio interno para meninas, que foi transferido para Hamburgo em 1814. Nos primeiros seis meses, ela ensinou oito alunos.
No mesmo ano, 1811, Karl August Varnhagen tomou o sufixo "von Ense" dos nobres ancestrais vestfalianos, o que também fez sua irmã, que publicou suas obras sob o nome de Rosa Maria. Seu irmão apresentou a poetas como Adelbert von Chamisso, com quem ela traduziu para Francês algumas poesia dos trovadores, e Justino Kerner, que visitou seus irmão várias vezes como um estudante de medicina, em Hamburgo. Kerner também a apresentou a seu colega de estudos, o judeu David Assur de Königsberg, que era cego de um olho desde um acidente e que foi aprovado no doutorado em 1807. Outros amigos poetas deste grupo foram Ludwig Uhland, Karl Mayer e Gustav Schwab da Swabian Poet School. Rosa Maria também participou ativamente dos esforços literários de seu irmão e do Nordsternbund que ele fundou e no Musenalmanach alemão de Chamisso e Schwab.
Amalie Schoppe, que veio até ela como estudante, logo se tornou uma amiga íntima e colega; ela também foi inspirada a escrever e se tornou uma escritora prolífica e procurada. Rosa Maria também socializou com Elise Campe, o médico David Veit, amigo de infância de Rahel Varnhagen, com Fanny Tarnow e Johanna Neander.

### Casamento e socialização no salão
No início de 1816, Rosa Maria foi noiva de David Assur, que havia participado das guerras de liberdade como médico de regimento e voltou em 1814 condecorado com a Cruz de Ferro. Foi batizado para poder exercer a profissão em Hamburgo, passando a chamar-se “Assing” e depois de se casar com Rosa Maria manteve o sobrenome antigo como nome do meio. Em novembro de 1816, ele começou a trabalhar como médico para os pobres na área residencial judaica da Marienstrasse. Seu primeiro filho, Carl Eginhard, morreu em 1817, ano de seu nascimento.
Com as filhas Ottilie e Ludmilla Assing, nascidas em 1819 e 1821, os Assings mudaram-se para Poolstrasse, onde Rosa Maria dirigia um salão literário. A sua casa era "uma das mais respeitadas de Hamburgo, para a qual ela própria deu um excelente contributo através de uma rara combinação de elevada dignidade moral, alegre joie de vivre e rico talento intelectual". Muitos autores da Jovem Alemanha frequentaram este lugar, como Ludolf Wienbarg, Theodor Mundt e Karl Gutzkow, bem como seus amigos judeus Salomon Ludwig Steinheim, Gabriel Riesser e Rahel de Castro. Friedrich Hebbel também, a quem David Assing curou de uma doença com risco de vida, e Heinrich Heine, que viera para Assings por recomendação de Karl August Varnhagen em maio de 1823, pertenciam a esse grupo.
Nas reuniões da "casinha escura e arborizada da modesta Pool Street, num jardim onde não era fácil caminhar vinte passos" , também foram feitos recortes de papel. Rosa Maria trouxe sua arte à perfeição de recortar silhuetas de plantas e pássaros e panoramas de paisagens inteiras em papel colorido e preto; suas cenas de contos de fadas com detalhes minúsculos e botanicamente precisos foram exibidas ao público durante sua vida e provavelmente também foram usadas como cenários para teatros de papel. Outro prazer social do Salon Rosa Maria Assings foram as leituras de peças com papéis atribuídos, dirigidas por Gutzkow.

### Últimos anos
Rosa Maria fez várias viagens com seus filhos à Suábia, Alsácia e Paris onde visitou Heinrich Heine. Aos 57 anos, em 22 de janeiro de 1840 - um dia após o 19º aniversário de sua filha Ludmilla - Rosa Maria Assing sucumbiu a uma doença debilitante. Seu viúvo publicou sua coleção de poemas e histórias e dedicou seu próprio Nenien. Quando suas filhas se mudaram para Berlim, sua propriedade passou para a coleção de Varnhagen. Seus livros e recortes de papel agora são mantidos na Biblioteca Estadual de Berlim, manuscritos e cartas como parte da Segunda Guerra Mundial, bens culturais da Silésia na Biblioteka Jagiellońska (a biblioteca da Universidade Jagiellonian ) em Cracóvia .
O espólio do casal Assing foi catalogado editorialmente e digitalmente desde 2015 com o apoio do Centro Nacional Polonês para a Ciência (Narodowe Centrum Nauki) pelo germanista Paweł Zarychta do Departamento Alemão da Universidade Jagiellonian.

## Obras e cartas
- Rosa Maria Assing: Fábio e Clara. Uma novela de Rosa Maria. In: Wilhelm Neumann e Karl August Varnhagen (ed.): Histórias e jogos. Hamburgo: Adolph Schmidt 1807, pp. 233-278.
- Rosa Maria Assing: O limpador de chaminés. Uma história verídica de meados do século passado. FG Levrault, Estrasburgo 1834; Reimpresso como nº 11 na série da Associação para a Distribuição de Bons Escritos, Zurique, 1894
- Adelbert von Chamisso e Rosa Maria. (Comunicado por Rosa Maria). In: Der Freihafen 2 (1839), H. 1, S. 1-28 (versão digitalizada)
- David Assur Assing (Ed.): A herança poetisa de Rosa Maria. Hammerichs, Altona 1841 (versão digitalizada).
- Rosa Maria Assing: A princesa adormecida. Um antigo conto de fadas para crianças inteligentes. In: Telegraph für Deutschland , Jg. 1846, Nos. 93-107, pp. 369 ff., 374 ff., 379 f., 382 f., 386 ff., 391 f., 395 f., 398 ff., 402 f., 407 f., 411 f., 415 f., 419 f., 423 f., 426 ff.
- Joachim Kirchner (Ed.): Silhuetas da propriedade Varnhagen von Ense: Baseado em originais na Biblioteca Estadual da Prússia. Associação Popular de Amigos do Livro, Wegweiser-Verlag, Berlim 1925

## Literatura
- Johann Friedrich Ludwig Theodor Merzdorf :  Assing, David . In: Allgemeine Deutsche Biographie (ADB). Volume 1, Duncker & Humblot, Leipzig 1875, p. 624 f. - Entrada adicional (versão digitalizada)
- Ludwig Geiger: Rosa Maria Assing. In ders. (Ed.): Poetas e mulheres. Tratados e comunicações. Nova coleção. Berlim 1899, pp. 203-225
- Nikolaus Gatter : “Que boas mulheres Assing e August têm.” Rosa Maria, amiga de Heine. In: Irina Hundt (ed.): Do salão à barricada. Mulheres da Era Heine. JB Metzler, Stuttgart, Weimar 2002, ISBN 3-476-01842-3 (estudos de Heine), pp. 91-110
- Renate Schipke: Os irmãos Varnhagen como cortadores. In: Regina Stephan (ed.): Entre o preto e o branco. Kulturstiftung Schloß Britz, Berlin 2004, p. 4-8 digitalizado
- Paweł Zarychta: “Eu ficaria em silêncio se você estivesse lá.” Sobre a poética da carta memorial após 1800 usando o exemplo das cartas de Rahel e Karl August Varnhagen para Rosa Maria e David Assing. In: Ders. / Ingo Breuer / Katarzyna Jaśtal (eds.): Jogos de conversa e revistas de ideias. Heinrich von Kleist e a cultura da letra por volta de 1800. Böhlau, Cologne / Weimar / Vienna 2013, pp. 305-322, ISBN 978-3-412-20932-2
- Nikolaus Gatter: “Scissors Plastic” - “Landschäftchen” - “Play Art” . Os irmãos Varnhagen-Assing e sua influência nos recortes de papel de Arthur Maximilian Miller. In: Peter Fassl (Hrsg.): “Quem tem a sombra, tem a presença do corpo.” Corte de papel de Arthur Maximilian Miller e teatro de sombras no contexto da história do corte de papel, sua biografia e poesia. 2014 (série de publicações do serviço domiciliar distrital Schwaben zur Geschichte und Kultur, Vol. 7), pp. 67-103, ISBN 978-3-934113-11-4
- Nikolaus Gatter: “Eu sempre admiro sua natureza e vida nobres, tranquilas e consistentes.” Amigas de Heine, Rosa Maria e Rahel Varnhagen. In: Beate Borowka-Clausberg (Ed.): Salonworthy. Mulheres no período Heine. Morio, Heidelberg 2016, pp. 25-40, ISBN 978-3-9-45424-31-5
- Paweł Zarychta: "Na propriedade de Rosa Maria e David Assings em Cracóvia ou: Por que a coleção Varnhagen deve ser reclassificada." In: Anuário Internacional da Sociedade Bettina von Arnim 28/29 (2016/2017), Saint Albin, Berlim, p. 31-50, ISBN 978-3-930293-28-5
- Paweł Zarychta: “Culto à memória e ao convívio artístico.” O espólio de Rosa Maria e David Assings na coleção Varnhagen: um relatório preliminar de projeto. In: Monika Jaglarz / Katarzyna Jaśtal (eds.): Coleções da antiga Biblioteca Estadual da Prússia em Berlim na Biblioteca Jagiellonian. Situação e perspectivas da pesquisa. Peter Lang, Berlin 2018 (History - Memory - Politics, Vol. 23), pp. 293–304, ISBN 978-3-631-76581-4
- Paweł Zarychta: "Portanto, deixaremos Paris de maneiras muito diferentes" - cartas de viagem Rosa Maria, Ottilie e Ludmilla Assings de 1835. In: Ders./ Renata Damp-Jarosz (ed.): "... só as mulheres podem escrever cartas " Facets of female letter culture after 1750, Vol. 1, Peter Lang, Berlin 2019 (Perspektiven der Literatur- und Kulturwissenschaft. Transdisciplinary Studies on German Studies, Vol. 3), pp. 243-298, ISBN 978-3-631-74125 -2